# استهداف الأعضاء الانتقائي
استهداف الأعضاء الانتقائي (selective organ targeting)اختصارا SORT هي نهج جديد في مجال توصيل الأدوية الموجه والذي يقوم بشكل منهجي بتصميم فئات متعددة من الجسيمات النانوية الليبيدية(LNPs) لتمكين التوصيل المستهدف للعلاجات إلى أعضاء معينة في الجسم. يغير جزيء SORT انتحاء الأنسجة عن طريق ضبط التركيب والخصائص الفيزيائية للجسيمات النانوية. إن إضافة ليبيد كاتيوني دائم، أو ليبيد أنيوني دائم، أو ليبيد أميني قابل للتأين يزيد من توصيلها إلى الرئة والطحال والكبد، على التوالي. تستخدم SORT LNPs جزيئات SORT لضبط توصيل الجينات وتحريرها والتوسط فيها بدقة، مما يؤدي إلى تخليق بروتين يمكن التنبؤ به ويمكن التحكم فيه من mRNA في عضو (أعضاء) معين، والذي يمكن أن يحسن فعالية الأدوية مع تقليل الآثار الجانبية.

## نظرة عامة

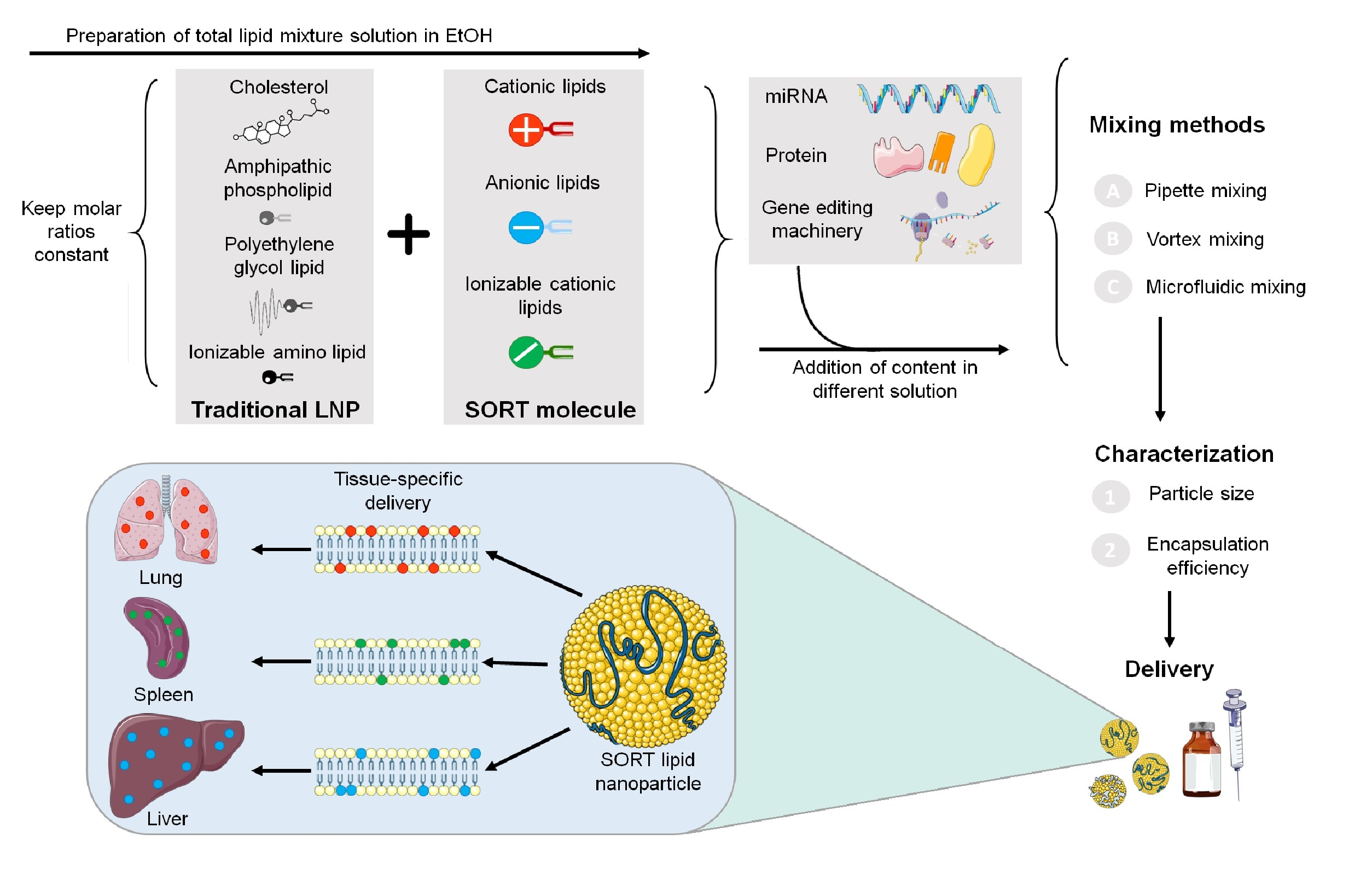

LNPs (اختصاراً للجسيمات النانوية الليبيدية)هي جسيمات نانوية اصطناعية غير فيروسية يمكنها حمل وتوصيل جزيئات وظيفية مختلفة إلى أنسجة محددة. تقليديًا، تتكون LNPs من أربعة مكونات دهنية لا غنى عنها: دهن أميني قابل للتأين يساعد في كل من الهروب من الإندوسومات والأحماض النووية المرتبطة بالجسيم، وهو فسفوليبيد برمائي يعزز الاندماج مع الخلية المستهدفة والجسيمات الداخلية، والكوليسترول لتعزيز استقرار الجسيمات النانوية، و دهن البولي إيثيلين جلايكول الذي يعمل على تحسين الاستقرار الغروي ويقلل من إزالة الجسيمات عن طريق الجهاز الشبكي البطاني.
أثبتت LNPs السلامة والفعالية ولكنها تقتصر على الحقن العضلي والوريدي الذي يستهدف الكبد. ينبع هذا التقييد إلى حد كبير من تشابه LNPs مع البروتين الدهني منخفض الكثافة جدًا، مما يؤدي إلى الميل لامتصاص البروتين الدهني E (ApoE) الموجود في بلازما الدم. ونتيجة لذلك، تتراكم LNPs في الكبد عن طريق الارتباط بمستقبلات البروتين الدهني منخفض الكثافة الموجودة في خلايا الكبد. تتغلب SORT LNPs على هذا القيد عن طريق زيادة LNP بمكون إضافي (يسمى جزيء SORT)، مما يسمح بالتوصيل إلى الأنسجة المستهدفة خارج الكبد.

## التطبيقات
يمكن لـ SORT LNPs التوسط في مستويات إنتاج البروتين ذات الصلة علاجيًا وتوصيل البروتينات بأمان إلى أنسجة معينة وحتى مجموعات معينة من الخلايا. تحدث خصوصية الأنسجة بسرعة ولا تعتمد على الوقت. تشمل الفوائد الإضافية لـ SORT LNPs استقرار التركيبة والحفاظ على الخصائص الفيزيائية والكيميائية بمرور الوقت، بما في ذلك الحفاظ على فعاليتها في الجسم الحي بعد التخزين عند 4 درجات مئوية. بشكل عام، يتم تحمل LNPs بشكل جيد في الفئران والبشر، ولم يتم العثور على أي تغييرات في وظائف الكلى والكبد أو تغيير بروتينات المصل في الدراسات التي أجريت على نماذج الفئران التي تم تقييم السمية في الجسم الحي.
يتمتع SORT بالقدرة على إحداث ثورة في توصيل الأدوية من خلال تحسين فعالية الأدوية وحركيتها الدوائية مع تقليل الآثار الجانبية. يمكن لجزيئات SORT الوصول إلى الأنسجة العميقة التي لم يكن من الممكن الوصول إليها في السابق للعلاج، مما يعزز تغلغل الأنسجة. وهذا يحمل وعدًا كبيرًا في إفادة مجموعة واسعة من الاضطرابات الوراثية، مما يتيح التقدم في العلاج ببدائل البروتين وتحرير الجينات، حيث تسمح هذه الاستراتيجية بتحرير الجينات دون إدارة محلية.
تظهر فوائد التوصيل المستهدف لمنتجات البروتين أو آلات تحرير الجينات إلى الكبد في الأمراض الوراثية التي تؤثر على الكبد أو التي يتم فيها إنتاج منتج الجين المعدل في الكبد، مثل فرط تيروزين الدم، والداء النشواني ترانسثيريتين، على التوالي، وقد ثبت أن إضافة جزيء SORT يزيد من تحسين أنظمة LNP التي تستهدف الكبد.
ومع ذلك، يمكن لاستراتيجية SORT استقراء هذه الفوائد لأعضاء أخرى. أحد الأهداف الواعدة لتحرير الجينات هو التليف الكيسي، حيث يمكن للعلاج المصمم بنظام تسليم فعال أن ينقذ تعبير CFTR بشكل كبير. وتشمل التطبيقات المحتملة الأخرى استعادة التعبير الجيني في الأعضاء الأخرى، مثل استعادة التعبير الجيني للديستروفين في العضلات في حالة الحثل العضلي الدوشيني. يجري حاليًا تطوير الأساليب المستهدفة لنخاع العظم وانتحاء الدماغ.
أحد التطبيقات الواعدة لـ SORT هو علاج السرطان. من خلال استهداف الخلايا السرطانية في عضو معين، قد يتمكن SORT من توصيل الأدوية أو العلاجات الجينية مباشرة إلى الخلايا السرطانية مع الحفاظ على الخلايا السليمة في الأعضاء الأخرى. يمكن أن تكون انتقائية الطحال قابلة للتطبيق أيضًا في علاج السرطان عن طريق العلاج بالخلايا التائية لمستقبلات المستضد الخيميري (CAR) وتفتح طريقًا جديدًا لتطوير أنظمة توصيل الرنا المرسال المستهدفة للخلايا التائية في الجسم الحي والقادرة على تحفيز تعبير CAR قوي وعابر.
هناك تطبيقات واعدة في الجمع بين SORT وطرق التوصيل المختلفة إلى جانب الإعطاء عن طريق الوريد، مثل الإرذاذ أو الإعطاء داخل القراب أو في العضل، حيث إنها ستوصل جزيئات SORT الموجهة إلى الأعضاء المستهدفة وتزيد من تقليل التعرض الجهازي.
بالإضافة إلى ذلك، تنطبق تقنية SORT على عدة فئات من LNPs المكونة من أربعة مكونات، ومختلف مكونات الجسيمات النانوية غير الدهنية. وهذا يوسع نطاق تطبيقاته ويتيح تقديم علاجات متنوعة، لا تشمل الأحماض النووية فحسب، بل تشمل أيضًا بروتينات مفردة أو متعددة، وحتى محررات الجينوم بأكملها.

## المحدودية
في الوقت الحاضر، استراتيجية SORT قادرة على تحقيق التوصيل المستهدف حصريًا لأعضاء معينة مثل الكبد والرئتين والطحال. يعد إنشاء تركيبة SORT LNP بمثابة عملية ضبط دقيقة، حيث أن بعض تركيزات جزيئات SORT قد تساعد في التوصيل إلى أعضاء أخرى، في حين أن التركيزات المختلفة تحدد تمامًا التوصيل إلى عضو آخر. ومع ذلك، فإن آلية الضبط هذه محدودة لأنها يمكن أن تغير أيضًا نشاط الجزيء وتجعله غير فعال. علاوة على ذلك، من الصعب التنبؤ بدقة بالتوزيع الحيوي للـ LNPs استنادًا إلى بارامتراتها الفيزيائية والكيميائية، ولا يمكن للتوزيع الحيوي وحده التنبؤ بتعبير البروتين الناجم عن mRNA في نسيج معين. لا يوجد ما يشير إلى أن التراكم الهائل للـ LNPs في نسيج معين سيؤدي بالضرورة إلى درجة عالية من التعبير البروتيني في الخلايا المستهدفة.